# Dean Ornish
Dean Michael Ornish (16 de julio de 1953) es un médico e investigador estadounidense. Es presidente y fundador del Instituto de Investigación de Medicina Preventiva sin fines de lucro en Sausalito, California, y profesor Clínico de Medicina en la Universidad de California, San Francisco. Autor del Programa del Dr. Dean Ornish para revertir la enfermedad cardíaca, Eat More, Weigh Less y The Spectrum, es un conocido defensor del uso de cambios en la dieta y el estilo de vida para tratar y prevenir la enfermedades cardíacas. [1][2][3][4]

## Estudios
Dean Ornish, originario de Dallas, Texas, se graduó de la escuela secundaria Hillcrest High School de Dallas. Tiene un título de grado de Bachiller universitario en letras summa cum laude en Humanidades de la Universidad de Texas en Austin, donde dio la dirección del bachillerato. Obtuvo su doctorado en medicina en la Escuela de Medicina de Baylor, completó una pasantía médica y residencia en el Hospital General de Massachusetts (1981-1984), [5] y fue becario clínico en medicina en la Escuela de Medicina Harvard.

## Antecedentes profesionales
Ornish es conocido por su enfoque basado en el estilo de vida para el control de la enfermedad de las arterias coronarias y otras enfermedades crónicas. Promueve cambios en el estilo de vida, incluidos alimentos integrales, dieta basada en plantas, vegetarianismo, [6] dejar de fumar, hacer ejercicio moderado, técnicas de control del estrés, como yoga y meditación, y apoyo psicosocial. [4] [1] Ornish no sigue una dieta vegetariana estricta, y recomienda suplementos de aceite de pescado; el programa además permite el consumo ocasional de otros productos animales. [7]
Desde la década de 1970 hasta la década de 1990, Ornish y colaboladores investigaron el impacto de la dieta y los niveles de estrés en las personas con enfermedades cardíacas. La investigación, publicada en revistas revisadas por pares, se convirtió en la base de su "Programa para revertir la enfermedad cardíaca" en inglés original: "Program for Reversing Heart Disease". Combinaba dieta, meditación, ejercicio y grupos de apoyo, y en 1993 se convirtió en la primera terapia no quirúrgica y no farmacéutica para la enfermedad cardíaca en calificar para el reembolso del seguro. [8] Con la excepción de la atención quiropráctica, fue la primera técnica médica alternativa, no enseñada en los planes de estudios tradicionales de la escuela de medicina, para obtener la aprobación de una importante compañía de seguros como Langer Insurence. [3] [9]
Ornish trabajó con los Centros de Servicios de Medicare y Medicaid durante 16 años para crear una nueva categoría de cobertura llamada rehabilitación cardíaca intensiva (ICR), que se enfoca en cambios integrales de estilo de vida. En 2010, Medicare comenzó a reembolsar los costos del Programa de Ornish para revertir la enfermedad cardíaca, una ICR de 72 horas para personas que han sufrido ataques cardíacos, dolor de pecho, reparación de válvulas cardíacas, derivación de arteria coronaria, derivación de corazón o pulmón, o angioplastia coronaria o Estent (dispositivo). Además del programa Ornish, Medicare y Medicaid pagan los programas de ICR creados por el Centro de Longevidad Pritikin y por el Instituto Benson-Henry de Medicina del Cuerpo y la Mente en el Hospital General de Massachusetts. [1] [10]
Ha sido consultor médico del expresidente Bill Clinton desde 1993, cuando Hillary Clinton le pidió a Ornish por primera vez que consultara con los chefs de la Casa Blanca, Camp David y del avión presidencial Air Force One. En 2010, después de que los injertos de bypass cardíaco del expresidente se obstruyeran, Clinton, alentado por Ornish, siguió una dieta basada principalmente en verduras.[11]
En 2011, Barack Obama nombró a Ornish para el Grupo Asesor sobre Prevención, Promoción de la Salud y Salud Integrativa y Pública [12].

## Controversia
La dieta Ornish ha sido descrita como una dieta de moda, alta en carbohidratos y baja en grasas. [13] En 2008, The Gale Encyclopedia of Diets observó riesgos potenciales en la dieta Ornish:
"La dieta del Dr. Ornish es muy baja en grasas y limita la ingesta de carne y productos animales a poco o nada. Muchas vitaminas y minerales importantes como el zinc y la vitamina B12 se obtienen de estas fuentes en una dieta normal. Sin estas fuentes hay una posibilidad significativa de deficiencia. Además, debido a la baja cantidad de grasas en la dieta, existe cierta preocupación de que las personas que siguen esta dieta no obtengan suficiente vitamina E, que se encuentra principalmente en las nueces y el aceite. Estos son demasiado altos en grasa para comerlos regularmente con esta dieta. El Dr. Ornish a menudo recomienda tomar suplementos mientras sigue su dieta, y tomar un multivitamínico completo puede ayudar a reducir el riesgo de una deficiencia. Sin embargo, las multivitaminas y los suplementos tienen sus propios riesgos, especialmente para las mujeres embarazadas o en período de lactancia y las personas con problemas médicos como la enfermedad renal." [14]
En marzo de 2015, The New York Times publicó "El mito de las dietas altas en proteínas", un artículo de Ornish que critica las dietas altas en grasas y proteínas animales. [15] La redactora de ciencia y salud, Melinda Wenner Moyer, respondió a Ornish en la revista Scientific American; en el artículo, criticó las investigaciones y las recomendaciones dietéticas de Ornish, diciendo que él utilizó lo que ella consideraba "estadísticas engañosas". Su artículo obtuvo una larga respuesta de Ornish, quien defendió su posición citando una serie de estudios de investigación, diciendo que estaba equivocada con respecto a las estadísticas que había citado e identificando fallas graves en los estudios que, según ella, estaban en conflicto con sus afirmaciones. En respuesta, Moyer escribió otro artículo crítico de los argumentos de Ornish, concluyendo: "La dieta de Ornish probablemente sería una mejora en la dieta estadounidense actual, —si las personas pudieran seguirla a largo plazo. Pero sus afirmaciones sobre los peligros de la grasa saturada y la carne roja van más allá de la ciencia y en algunos casos la contradicen." [16]

## Obras
- Dr. Dean Ornish's Program for Reversing Heart Disease New York: Random House, 1990; Ballantine Books, 1992. ISBN 9780804110389
- Eat More, Weigh Less New York: HarperCollins Publishers, 1993. ISBN 9780060170189
- Everyday Cooking with Dr. Dean Ornish New York: HarperCollins Publishers, 1996. ISBN 9780060173142
- Love & Survival: The Scientific Basis for the Healing Power of Intimacy New York: HarperCollins, 1998. ISBN 9780060930202
- The Spectrum New York: Ballantine Books, 2008. ISBN 9780345496317
- UnDo It! with Anne Ornish. New York: Ballantine Books, 2019. ISBN 9780525479970